# Carl Knowles
Carl Stanley Knowles (San Diego, 24 februari 1910 – Los Angeles, 4 september 1981) was een Amerikaans basketballer. Hij won met het Amerikaans basketbalteam de gouden medaille op de Olympische Zomerspelen 1936. 
Knowles speelde voor UCLA en een amateurteam dat gesponsord werd door Universal Studios. Tijdens de Olympische Spelen speelde hij twee wedstrijden, inclusief de finale. Gedurende deze wedstrijden scoorde hij 6 punten. Na zijn carrière als speler werkte hij in de filmindustrie.